# Copa espanyola d'hoquei sobre patins masculina 2010
La seixanta setena edició de la Copa espanyola d'hoquei patins masculina va tenir lloc al Pavelló Municipal d'Esports de Lloret de Mar (Selva) entre el 25 i el 28 de febrer de 2010.
Diverses televisions van emetre partits en directe: Televisió de Catalunya va retransmetre les semifinals i la final, la Xarxa de Televisions Locals, els quarts de final, i la Televisió de Galícia el partit de quarts del Liceo, les semifinals i la final.
Els àrbitres designats van ser Òscar Valverde, Antonio Gómez, Jordi Vidal, Joan Molina, Xavier Galán, Juan José Prados, Francisco Jorge García, Alberto Garrote, José Gómez i Lluís Delfa.

## Participants
Els equips classificats com a caps de sèrie tenen un estel daurat al lateral ().
| Equips | Equips                 |
| ------ | ---------------------- |
|        | Barcelona Sorli Discau |
|        | Coinasa Liceo          |
|        | Grup Lloret            |
|        | Noia Freixenet         |
|        | Tecnol Reus Deportiu   |
|        | Cemento Teide Tenerife |
|        | Roncato Vic            |
|        | Vilanova L'Ull Blau    |

## Resultats
|  | Quarts de final        | Quarts de final        |                        |      | Semifinals | Semifinals |  |  | Final | Final |
|  |                        |                        |                        |      |            |            |  |  |       |       |
|  | 25 de febrer - (19:30) |                        |                        |      |            |            |  |  |       |       |
|  |                        |                        |                        |      |            |            |  |  |       |       |
|  | Coinasa Liceo          | 4                      |                        |      |            |            |  |  |       |       |
|  | Coinasa Liceo          | 4                      | 27 de febrer - (16:15) |      |            |            |  |  |       |       |
|  | Cemento Teide Tenerife | 2                      |                        |      |            |            |  |  |       |       |
|  | Cemento Teide Tenerife | 2                      | Coinasa Liceo          | 3    |            |            |  |  |       |       |
|  | 25 de febrer - (21:30) |                        | Coinasa Liceo          | 3    |            |            |  |  |       |       |
|  |                        | Vilanova L'Ull Blau    | 4                      |      |            |            |  |  |       |       |
|  | Vilanova L'Ull Blau    | Vilanova L'Ull Blau    | 4                      | 6    |            |            |  |  |       |       |
|  | Vilanova L'Ull Blau    |                        | 28 de febrer - (16:30) | 6    |            |            |  |  |       |       |
|  | Grup Lloret            | 1                      |                        |      |            |            |  |  |       |       |
|  | Grup Lloret            | 1                      | Vilanova L'Ull Blau    | 2    |            |            |  |  |       |       |
|  | 26 de febrer - (19:30) |                        | Vilanova L'Ull Blau    | 2    |            |            |  |  |       |       |
|  |                        | Roncato Vic            | 4                      |      |            |            |  |  |       |       |
|  | Roncato Vic            | Roncato Vic            | 4                      | 3    |            |            |  |  |       |       |
|  | Roncato Vic            | 27 de febrer - (18:15) |                        | 3    |            |            |  |  |       |       |
|  | Noia Freixenet         | 0                      |                        |      |            |            |  |  |       |       |
|  | Noia Freixenet         | 0                      | Roncato Vic            | 1(2) |            |            |  |  |       |       |
|  | 26 de febrer - (21:30) |                        | Roncato Vic            | 1(2) |            |            |  |  |       |       |
|  |                        | Barcelona Sorli Discau | 1(1)                   |      |            |            |  |  |       |       |
|  | Barcelona Sorli Discau | Barcelona Sorli Discau | 1(1)                   | 6    |            |            |  |  |       |       |
|  | Barcelona Sorli Discau |                        |                        | 6    |            |            |  |  |       |       |
|  | Tecnol Reus Deportiu   | 1                      |                        |      |            |            |  |  |       |       |
|  | Tecnol Reus Deportiu   | 1                      |                        |      |            |            |  |  |       |       |

### Quarts de final
| 25 de febrer de 2010 (19:30)                        |       |                               |                                                               |
| Coinasa Liceo                                       | 4-2   | Cemento Teide Tenerife        | Pavelló Municipal de Lloret de Mar Àrbitres: Valverde i Gómez |
| Álvarez 13' Barreiros 25' Lamas 33' Bargalló 42'(p) | [ 3 ] | Rodríguez 43' Achilli 48'(fd) | Pavelló Municipal de Lloret de Mar Àrbitres: Valverde i Gómez |

| 25 de febrer de 2010 (21:30)                               |       |              |                                    |
| Vilanova L'Ull Blau                                        | 6-1   | Grup Lloret  | Pavelló Municipal de Lloret de Mar |
| Marín 12', 41'(fd) Ferrer 24', 41' Riba 33' Rocasalbas 36' | [ 4 ] | González 40' | Pavelló Municipal de Lloret de Mar |

| 26 de febrer de 2010 (19:30)       |       |                |                                                             |
| Roncato Vic                        | 3-0   | Noia Freixenet | Pavelló Municipal de Lloret de Mar Àrbitres: Galan i Padrós |
| Roca 10'(p) López 22' Bancells 33' | [ 5 ] |                | Pavelló Municipal de Lloret de Mar Àrbitres: Galan i Padrós |

| 26 de febrer de 2010 (21:30)                              |       |                      |                                                               |
| Barcelona Sorli Discau                                    | 6-1   | Tecnol Reus Deportiu | Pavelló Municipal de Lloret de Mar Àrbitres: García i Garrote |
| Ordeig 6'(p), 41' D. Páez 15' García 28', 31' Teixidó 48' | [ 6 ] | M. Bertolucci 23'    | Pavelló Municipal de Lloret de Mar Àrbitres: García i Garrote |

### Semifinals
| 27 de febrer de 2010 (16:15)  |       |                                              |                                    |
| Coinasa Liceo                 | 3-4   | Vilanova L'Ull Blau                          | Pavelló Municipal de Lloret de Mar |
| Bargalló 19' Álvarez 23', 26' | [ 7 ] | Galán 13' Bartrés 32', 50' Rocasalbas 50'(p) | Pavelló Municipal de Lloret de Mar |

| 27 de febrer de 2010 (18:15)      |               |                          |                                                            |
| Roncato Vic                       | 1-1           | Barcelona Sorli Discau   | Pavelló Municipal de Lloret de Mar Àrbitres: Vidal i Gómez |
| Torra 34'(p) (Carbó) p. (Roca) p. | (2-1)p Penals | Ordeig 5'(p) (García) p. | Pavelló Municipal de Lloret de Mar Àrbitres: Vidal i Gómez |

### Final
| 28 de febrer de 2010 (16:30) |       |                                       |                                    |
| Vilanova L'Ull Blau          | 2-4   | Roncato Vic                           | Pavelló Municipal de Lloret de Mar |
| Marín 32',50'                | [ 9 ] | Torra 12', 47(fd) Carbó 31' López 44' | Pavelló Municipal de Lloret de Mar |

| Campió RONCATO VIC |

## Màxims golejadors
| Jugador            | Equip                  | Gols |
| ------------------ | ---------------------- | ---- |
| Raül Marín         | Vilanova L'Ull Blau    | 4    |
| Marc Torra         | Roncato Vic            | 3    |
| Pablo Álvarez      | Coinasa Liceo          | 3    |
| Josep Maria Ordeig | Barcelona Sorli Discau | 3    |
| Jordi Bargalló     | Coinasa Liceo          | 2    |
| Jordi Bartrés      | Vilanova L'Ull Blau    | 2    |
| Jordi Ferrer       | Vilanova L'Ull Blau    | 2    |
| Reinaldo García    | Barcelona Sorli Discau | 2    |
| Borja López        | Roncato Vic            | 2    |
| Roger Rocasalbas   | Vilanova L'Ull Blau    | 2    |

## Premis
- Màxim golejador: Raúl Marín (Vilanova L'Ull Blau)
- Millor jugador: Marc Torra (Roncato Vic)